# Kegelfrüchtiges Leimkraut
Das Kegelfrüchtige Leimkraut (Silene conica) ist eine Art der Gattung Leimkräuter (Silene) innerhalb der Familie der Nelkengewächse (Caryophyllaceae).

## Beschreibung

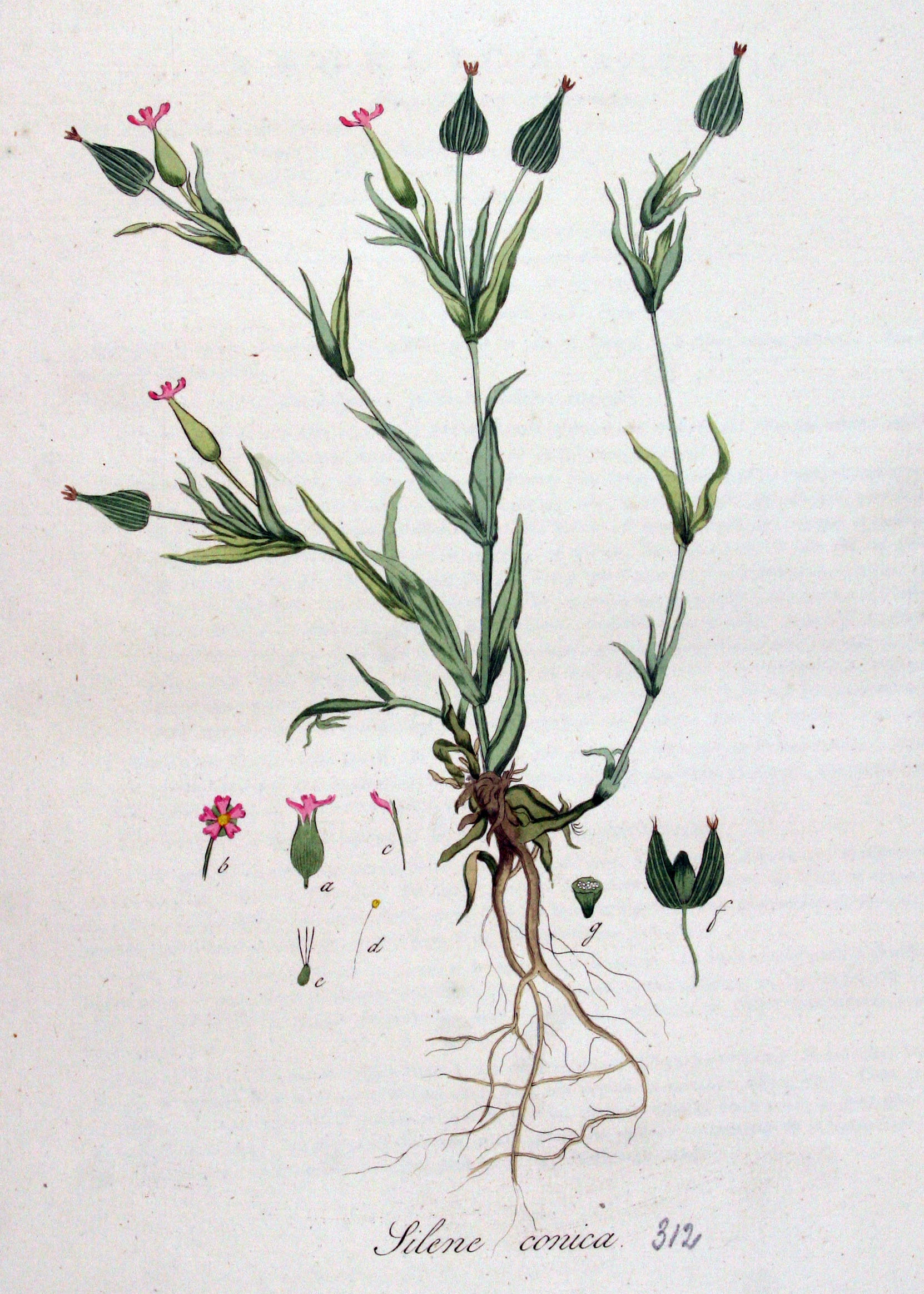
Illustration aus Flora Batava, Volume 4

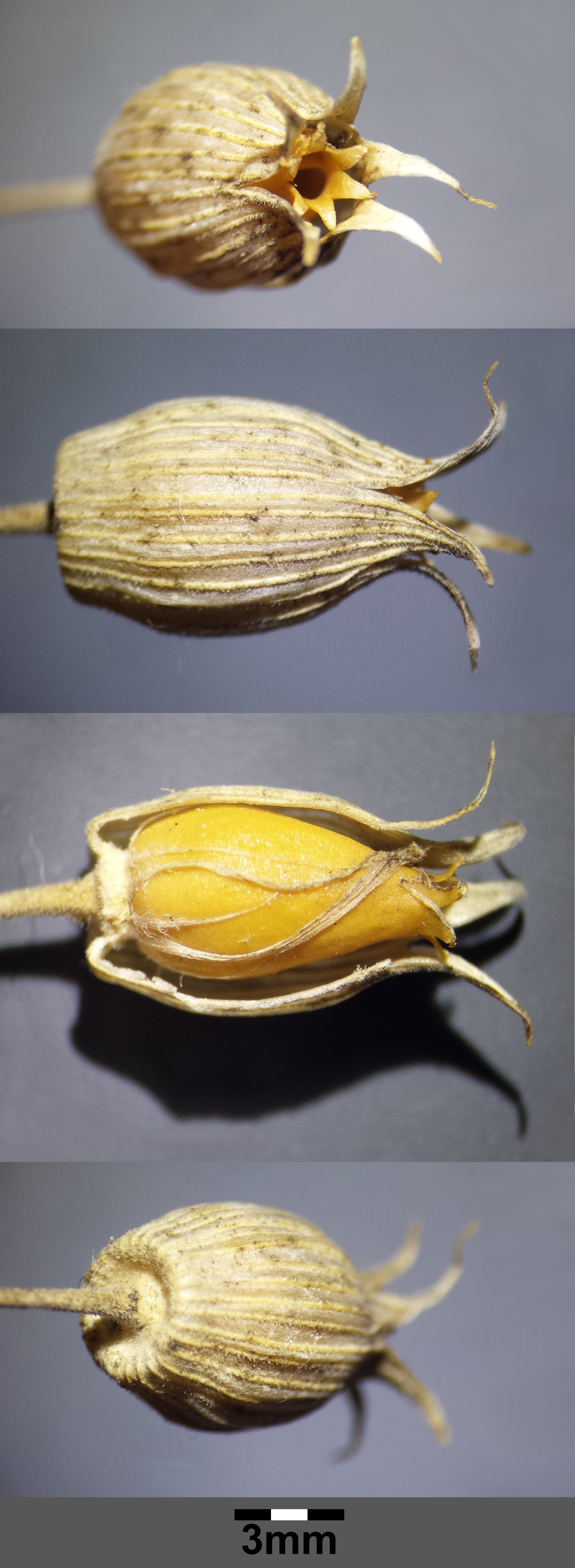
Reife Kapselfrucht

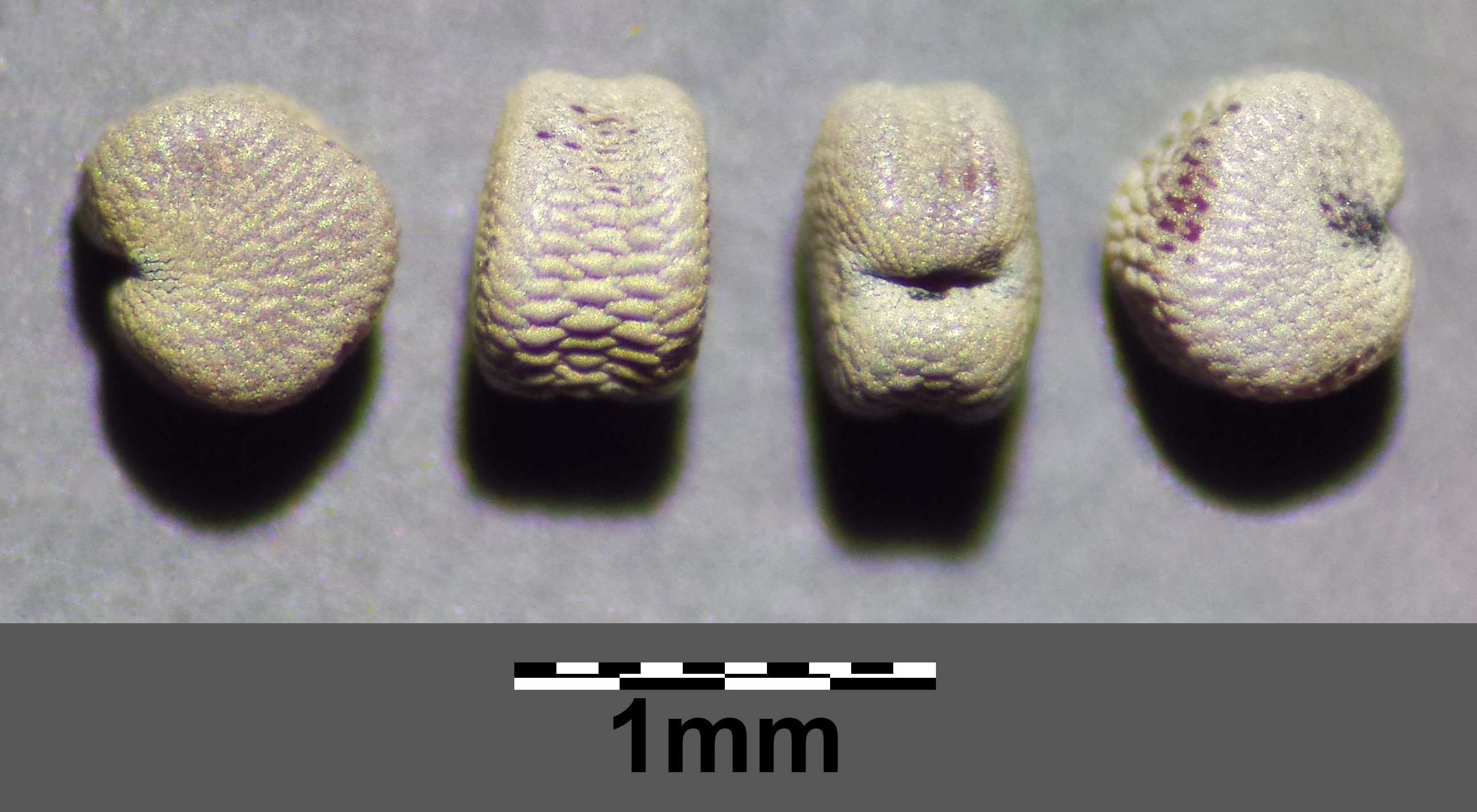
Samen

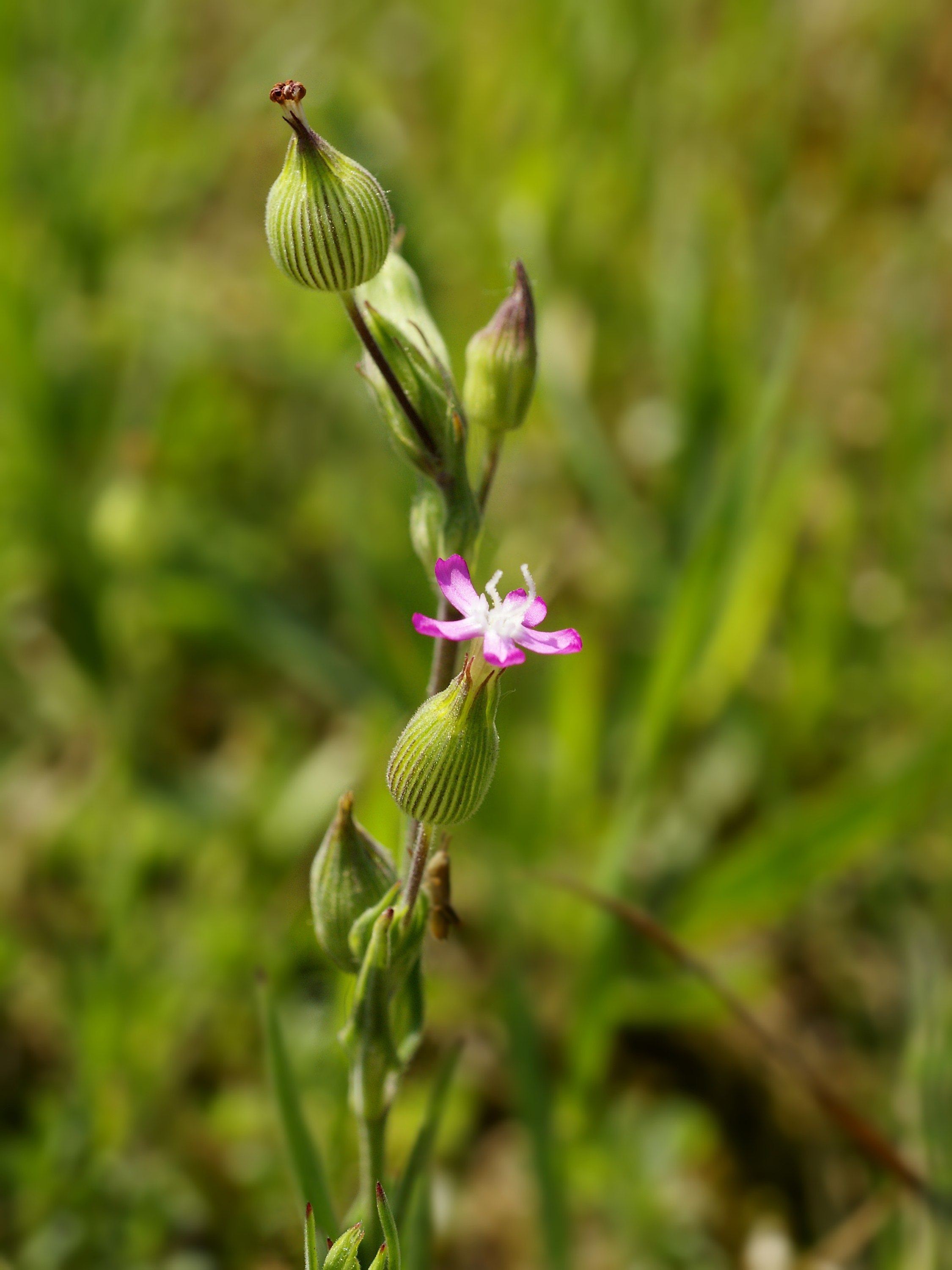
Blütenstand

### Vegetative Merkmale
Das Kegelfrüchtige Leimkraut wächst als einjährige krautige Pflanze und erreicht Wuchshöhen von 15 bis 30 Zentimetern. Der dicht und kurz behaarte Stängel ist unverzweigt oder auch verzweigt, besitzt sechs bis neun längere Internodien und ist an den unteren Knoten verdickt. Die sitzenden, dicht kurz behaarten Laubblätter sind bei einer Länge von 15 bis 40 Millimetern sowie einer Breite von 1 bis 5 Millimetern schmal-länglich-linealisch. 

### Generative Merkmale
Die Blütezeit liegt vorwiegend im Juni und Juli. Der Blütenstand besteht aus wenigblütigen Dichasien. Der 10 bis 15 Millimeter lange Kelch ist erst spitzkegelig, später bauchig geformt, am Grunde etwas abgeplattet und von 30 Nerven durchzogen. Die Kelchzähne sind spitz und 4 bis 5 Millimeter lang. Die rosafarbene Krone ist 13 bis 20 Millimeter lang und besitzt eine zweispaltige Platte mit einer 1 bis 2 Millimeter langen zweispaltigen Nebenkrone. Es sind drei Griffel vorhanden.
Die Chromosomenzahl beträgt 2n = 24.

## Ökologie
Die Staubblätter und Griffel entfalten sich nacheinander innerhalb desselben Tages. Vermutlich tritt Selbstbestäubung auf.

## Vorkommen und Gefährdung
Es ist ein submediterranes Florenelement. Silene conica kommt vom Mittelmeerraum bis West- und Mitteleuropa sowie südlichen Schweden und England vor und dringt östlich bis Russland, Vorderasien und Westsibirien vor. Sie kommt in Mitteleuropa sehr selten vor. In Österreich ist diese Art sehr selten, kommt ursprünglich nur in Niederösterreich und im Burgenland vor, sekundär in Salzburg und Steiermark. In der Schweiz ist sie nur gelegentlich verschleppt zu finden. Das Kegelfrüchtige Leimkraut ist in Deutschland selten in der nördlichen Oberrheinebene (beispielsweise Sandhausener Dünen, Großer Sand (Mainz)) sowie in Ostdeutschland zu finden.
Das Kegelfrüchtige Leimkraut wächst auf Sandrasen, Dünen und an Böschungen. Es gedeiht am besten auf trockenen, kalkarmen, aber basenreichen Sandböden. Es ist in Mitteleuropa eine Charakterart des Verbands Sileno conicae-Cerastion semidecandri.
Die ökologischen Zeigerwerte nach Landolt et al. 2010 sind in der Schweiz: Feuchtezahl F = 1 (sehr trocken), Lichtzahl L = 4 (hell), Reaktionszahl R = 3 (schwach sauer bis neutral), Temperaturzahl T = 4+ (warm-kollin), Nährstoffzahl N = 2 (nährstoffarm), Kontinentalitätszahl K = 4 (subkontinental), Salztoleranz = 1 (tolerant).
In der Roten Liste der gefährdeten Pflanzenarten Deutschlands ist sie in Kategorie 3 = „gefährdet“. Die Gefährdung in Österreich ist Kategorie 1 = „vom Aussterben bedroht“.

## Systematik und Verbreitung

### Taxonomie
Die Erstveröffentlichung von Silene conica erfolgte 1753 Carl von Linné in Species Plantarum, Tomus I, Seite 418.

### Unterarten und ihre Verbreitung
Je nach Autor gibt es etwa zwei Unterarten:
- Silene conica L. subsp. conica: Sie kommt in Portugal, Spanien, Frankreich, Italien, Sizilien, Österreich, Deutschland, den Niederlanden, Belgien, „Großbritannien“, Ungarn, Bulgarien und Rumänien vor.[4] In Dänemark und Schweden ist sie eingebürgert.[4]
- Silene conica subsp. conomaritima Jordanov & Panov: Sie kommt nur in Bulgarien vor.[4]